# 伯韦耶
伯韦耶（法語：Beuveille，法語發音：[bøvɛj]）是法国默尔特-摩泽尔省的一个市镇，属于布里埃区。

## 地理
伯韦耶（49°25'55"N, 5°41'25"E）面积11.9 平方千米，位于法国大東部大區默尔特-摩泽尔省，该省份为法国东北部内陆省份，是洛林的一部分，北邻比利时、卢森堡，北起顺时针与摩泽尔省、下莱茵省、孚日省和默兹省接壤。
与伯韦耶接壤的市镇（或旧市镇、城区）包括：栋库尔莱隆吉永、隆吉永、希耶尔河畔蒙蒂尼、皮埃尔蓬、于尼、希耶尔河畔维维耶、克吕讷河畔阿朗西。

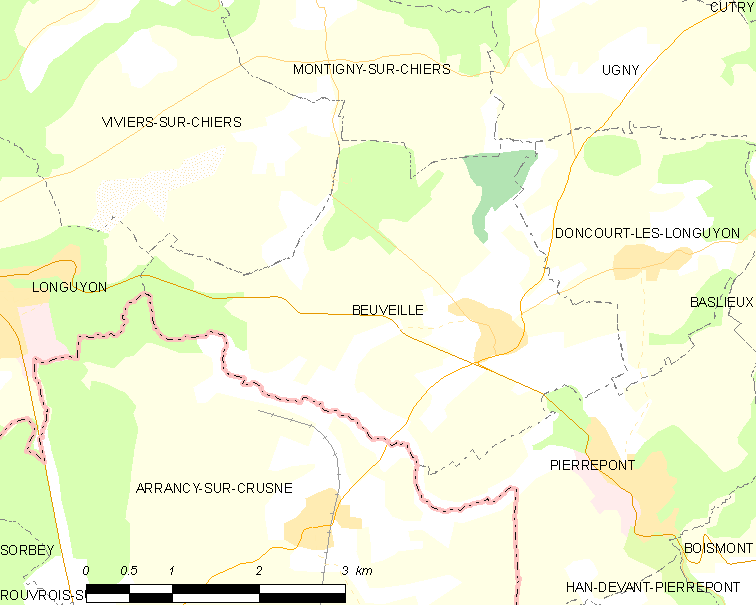
伯韦耶的OSM定位图

伯韦耶的时区为UTC+01:00、UTC+02:00（夏令时）。

## 行政
伯韦耶的邮政编码为54620，INSEE市镇编码为54067。

## 政治
伯韦耶所属的省级选区为蒙圣马丹县。

## 人口

1962-2008年间伯韦耶人口变化图示

伯韦耶于2022年1月1日时的人口数量为780人。